# Naissance en 1433
Naissance
- 1429
- 1430
- 1431
- 1432
- 1433
- 1434
- 1435
- 1436
- 1437

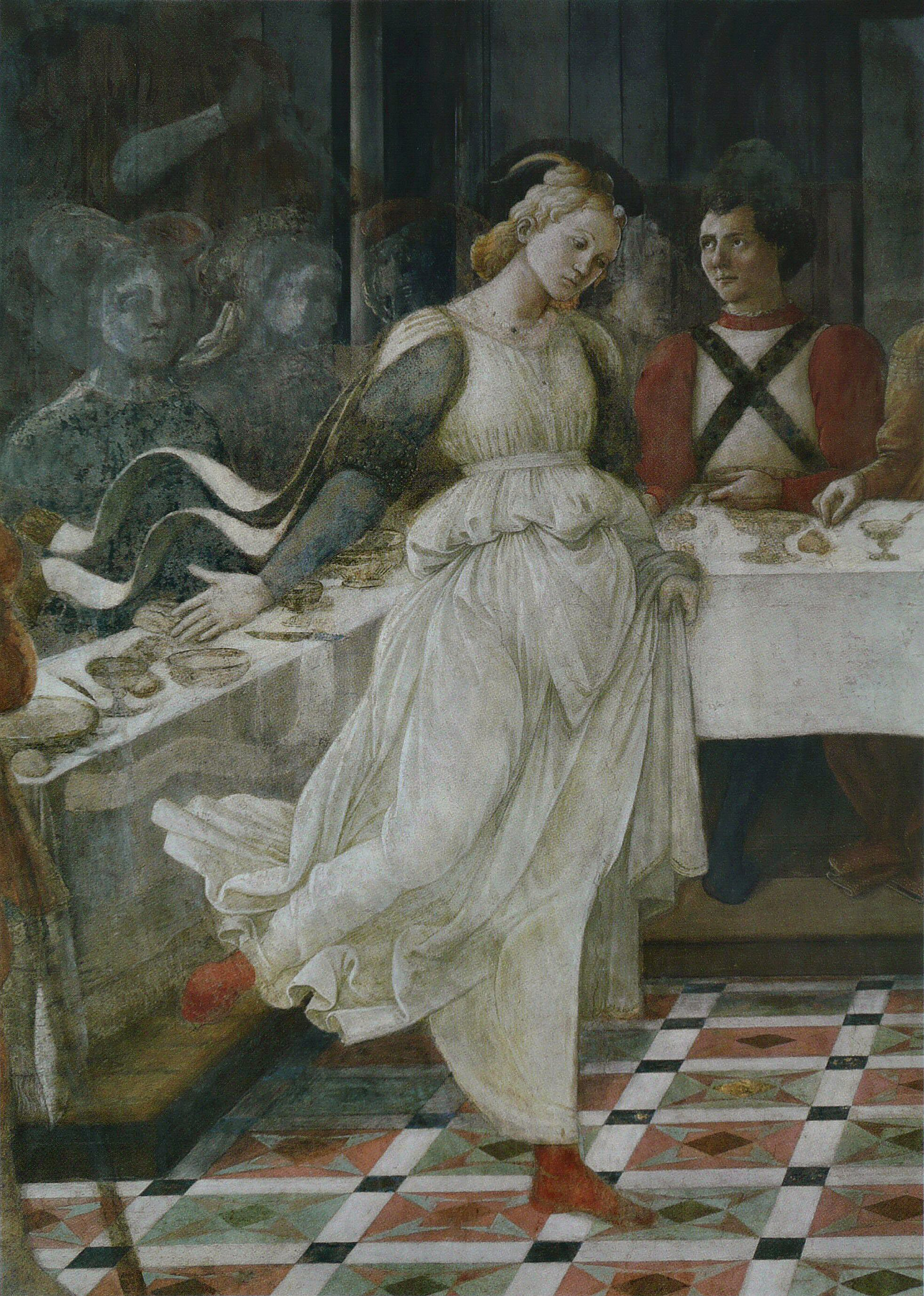
Lucrezia Buti, née en 1433.

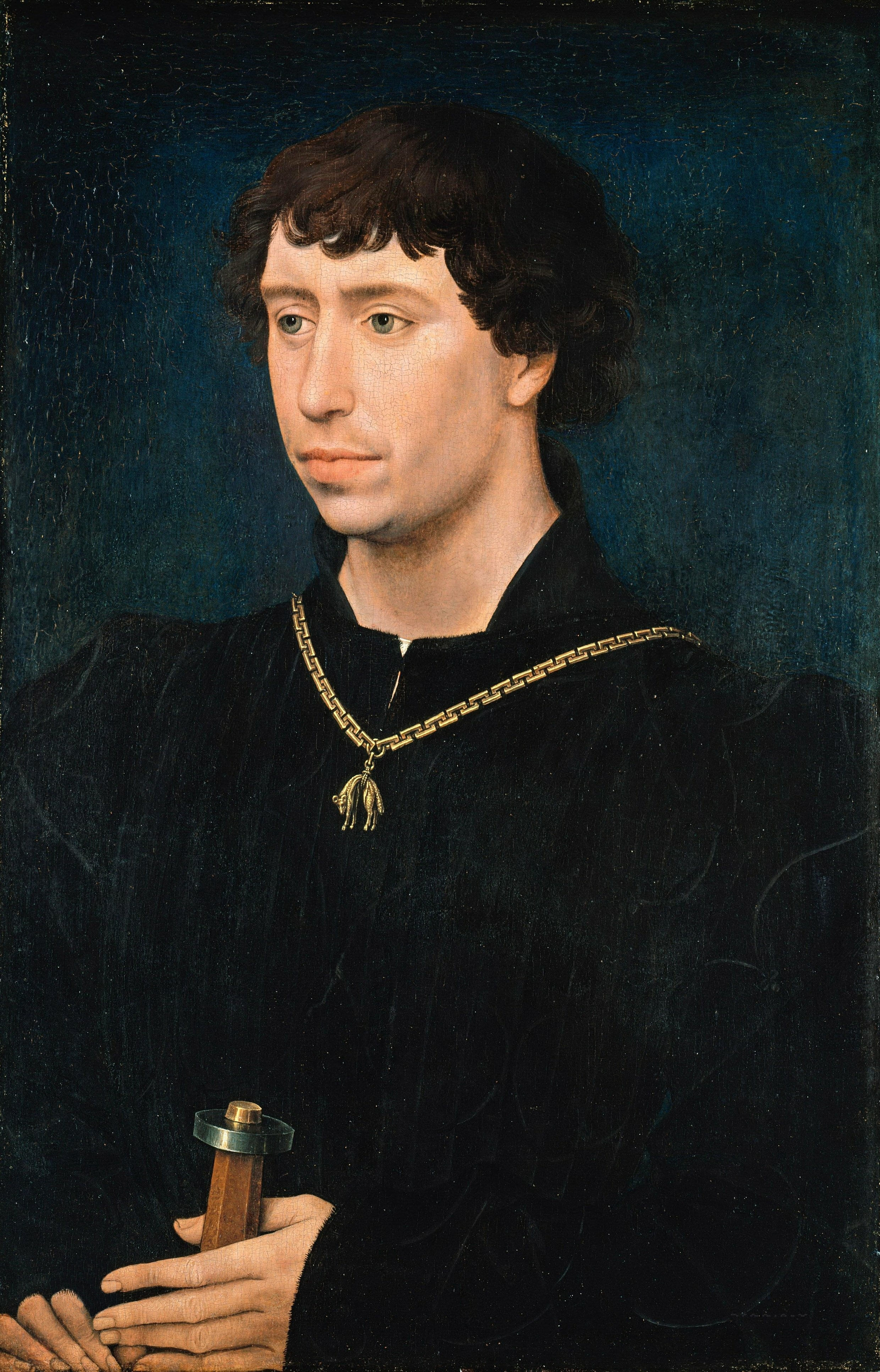
Charles le Téméraire, né en 1433.

Cette page dresse une liste de personnalités nées au cours de l'année 1433  :
- 19 mars : Abd Allah, grand émir timouride.
- septembre : Guillaume Fichet, théologien et humaniste savoisien.
- 17 septembre: Jaime de Portugal, appelé le cardinal de Portugal, ou de Lisbonne, cardinal portugais.
- 27 septembre: Stanislas Kazimierczyk, prêtre catholique polonais, curé et prédicateur.
- 19 octobre : 
  - Marsile Ficin, poète et philosophe italien.
  - Bernardo Bembo (it), humaniste italien.
- 10 ou 11 novembre : Charles le Téméraire, quatrième et dernier duc de Bourgogne.
- 10 novembre : Jeanne de Laval, reine Naples et de Jérusalem titulaire, duchesse de Bar, duchesse d'Anjou, comtesse du Maine et de Provence.
- 17 novembre : Ferdinand de Portugal, connétable de Portugal, duc de Beja et de Viseu.

- Lucrezia Buti, nonne devenue par la suite l'épouse du peintre italien Filippo Lippi.
- Marcin Bylica, astronome et astrologue polonais.
- Francesco Colonna, moine dominicain italien.
- Louis Ier d'Amboise, ou Ludovicus de Ambosia, noble français, évêque d'Albi.
- Francesco d'Antonio del Chierico, peintre enlumineur italien.
- Jacques d'Armagnac, comte de Pardiac et vicomte de Carlat, comte de la Marche et duc de Nemours.
- Georges Ier de Bade, évêque de Metz et margrave de Bade.
- Charles II de Bourbon, archevêque de Lyon.
- Palamède de Forbin, gentilhomme provençal, grand-sénéchal, gouverneur et lieutenant-général de Provence, ainsi que gouverneur de Dauphiné.
- Just-Nicolas Ier de Hohenzollern, comte de Hohenzollern.
- Étienne III de Moldavie, voïvode de Moldavie.
- Alexander Hegius von Heek, humaniste allemand.
- Kettil Karlsson Vasa, évêque de Linköping et régent du royaume de Suède.
- Mirkhond, historien perse.
- Éléonore Stuart, archiduchesse d'Autriche et comtesse du Tyrol.
- Marco Zoppo, peintre  et enlumineur italien de l'école bolonaise.

## Crédit d'auteurs
- Cet article est partiellement ou en totalité issu de l'article intitulé « 1433 » (voir la liste des auteurs).